# Сент-Джозеф (Луїзіана)
Сент-Джозеф (англ. St. Joseph) — місто (англ. town) в США, в окрузі Тенсас штату Луїзіана. Населення — 831 особа (2020).

## Географія
Сент-Джозеф розташований за координатами 31°55′13″ пн. ш. 91°14′24″ зх. д. / 31.92028° пн. ш. 91.24000° зх. д. (31.920284, -91.240040).  За даними Бюро перепису населення США в 2010 році місто мало площу 2,31 км², уся площа — суходіл.

## Демографія
Згідно з переписом 2010 року, у місті мешкало 1176 осіб у 451 домогосподарстві у складі 284 родин. Густота населення становила 510 осіб/км².  Було 562 помешкання (244/км²).
Расовий склад населення:
| - 77,4 % — чорних або афроамериканців - 20,9 % — білих - 0,3 % — азіатів - 0,2 % — корінних американців |

До двох чи більше рас належало 1,1 %. Частка іспаномовних становила 0,5 % від усіх жителів.
За віковим діапазоном населення розподілялося таким чином: 29,3 % — особи молодші 18 років, 59,3 % — особи у віці 18—64 років, 11,4 % — особи у віці 65 років та старші. Медіана віку мешканця становила 36,7 року. На 100 осіб жіночої статі у місті припадало 89,1 чоловіків;  на 100 жінок у віці від 18 років та старших — 79,9 чоловіків також старших 18 років.
Середній дохід на одне домашнє господарство  становив 25 356 доларів США (медіана — 16 923), а середній дохід на одну сім'ю — 34 636 доларів (медіана — 27 813). Медіана доходів становила 21 375 доларів для чоловіків та 16 500 доларів для жінок. За межею бідності перебувало 39,4 % осіб, у тому числі 51,3 % дітей у віці до 18 років та 42,1 % осіб у віці 65 років та старших.
Цивільне працевлаштоване населення становило 299 осіб. Основні галузі зайнятості: роздрібна торгівля — 21,1 %, сільське господарство, лісництво, риболовля — 18,4 %, освіта, охорона здоров'я та соціальна допомога — 16,7 %.